# Weiße Frau im Dschungel
Weiße Frau im Dschungel ist ein britischer Abenteuerfilm aus dem Jahr 1952 von Ken Annakin mit Claudette Colbert in der Titelrolle. Der Film wurde von Pinnacle Productions produziert und basiert auf dem Roman Planter's Wife von Sidney Charles George. Den Verleih übernahm United Artists.

## Handlung
Der Brite Jim Frazer betreibt in British Malaya eine Kautschukplantage. Er und seine amerikanische Ehefrau Liz erfahren, dass ihre Nachbarn von Rebellen ermordet wurden. Aus Angst um die Sicherheit seiner Familie und der Plantage ist Jim kalt und distanziert geworden. Die verstörte Liz, die ihren Sohn Mike nach England begleiten will, plant insgeheim, nicht nach Malaya zurückzukehren. Als Jim mit seinem Vorarbeiter Nair die Plantage überprüft, stellt er fest, dass die örtlichen Arbeiter unter Druck gesetzt werden, die Rebellen mit Lebensmitteln zu versorgen.
Der Kolonialbeamte Inspector Dobson besucht Liz, und da er vermutet, dass sie Jim verlassen will, drängt er sie, ihrem Mann ihre wahren Gefühle zu offenbaren. Auf dem Weg zurück zu seinem Haus holt Jim Wan Li ab, einen Chinesen, der behauptet, er sei von den Rebellen aufgehalten worden und brauche nun eine Mitfahrgelegenheit in die Stadt. Obwohl er misstrauisch ist, stimmt Jim zu und schaut zuerst beim Haus vorbei. Dort sagt Liz ihm, dass sie das Gefühl hat, er würde sie wegschicken, aber Jim schweigt. In einem letzten Versuch, sich ihm emotional anzunähern, bittet sie darum, ihn in die Stadt zu begleiten. Unterwegs erwähnt Wan Li Ah Siong, den Rebellenführer, und Jims Verdacht erhärtet sich. Als sie jedoch die Stadt erreichen, verrät Wan Li, dass er der Onkel des kleinen Dienstmädchens ist, das bei dem Überfall auf das Haus der Nachbarn verwundet wurde. Jim entschuldigt sich für sein Misstrauen. Während Liz ins Krankenhaus geht, um das schwerverletzte Mädchen zu besuchen, informiert Wan Li die Polizei über den Angriff. Als er jedoch die Polizeistation verlässt, wird er von Rebellen entdeckt und ermordet.
Liz und Jim verbringen einen angenehmen Tag zusammen und besuchen den britischen Club, wo Liz Dobson privat erzählt, dass sie Jim bitten will, sich ihr in London anzuschließen. Sie ignoriert Dobsons Einwand, dass Jim in Malaya gebraucht wird. Auf dem Heimweg wachsen Liz und Jims Ängste, als sie Wan Lis Leiche auf der Straße sehen und dann ihren Leibwächter auf dem Boden liegen sehen. Zu ihrer Erleichterung entdecken sie, dass der Mann nur mit Mike und dessen Freund Mat spielt. Zu Hause schläft Jim ein und träumt von seiner Internierung in einem japanischen Gefangenenlager. Er ruft nach Liz, die ihn bittet, mit ihr nach England zurückzukehren. Er erklärt ihr, dass er das nicht könne, was Liz zum Weinen bringt. Währenddessen droht Mike von einer Kobra gebissen zu werden, doch Mats Mungo kann die Giftschlange töten.
In den nächsten Tagen verstärken die Männer von Ah Siong ihre Aktivitäten, töten Arbeiter und zerstören Gummibäume, während sie die Einheimischen davor warnen, einzugreifen. Einer der Rebellen wird im Dschungel gesichtet und rennt in die Stadt. Er bedrängt Liz, die mit einer Pistole auf ihn schießt und dann in Ohnmacht fällt. Jim trägt sie nach Hause, wo sie aufwacht und feststellt, dass ihre Telefonleitungen unterbrochen wurden. Jim beginnt, das Haus zu verbarrikadieren und den Tunnel, der unter ihrem Grundstück verläuft, mit Vorräten zu bestücken. Nair holt seine Freundin Arminah auf die Plantage. Zur Verteidigung soll das Haus beleuchtet werden, doch kurz vor Einbruch der Dunkelheit stellen sie fest, dass die Stromleitungen ausgefallen sind, und zünden ein Signalfeuer, um Hilfe zu rufen. Kurz nach Einbruch der Dunkelheit repariert Nair jedoch den Strom. Die Lichter gehen an und zeigen die Rebellen, die versuchen, auf das Plantagengelände zu gelangen. Jim und Nair eröffnen das Feuer und zwingen die Rebellen zum Rückzug. Jim umarmt Liz und gibt zu, dass er sie nur wegschickt, um sie zu beschützen.
Einige Zeit später hört Jim, dass die Rebellen Bäume abholzen, und eilt mit Mat als Führer in den Dschungel. Als die Rebellen ihren Angriff fortsetzen, will Liz nicht, dass Nair schießt, weil sie befürchtet, sie könnten Jim treffen. Nachdem die Rebellen alle Lampen abgeschossen haben, ist Nair jedoch zur Gegenwehr gezwungen. Nair wird bei dem Gefecht verwundet. Ah Siong ruft Liz zu, dass er Jim festhalte. Ein Rebell vor dem Zaun richtet seine Waffe auf Liz, aber Jim schleicht sich an ihn heran und wirft eine Granate, wodurch Ah Siong getötet wird. Der Schütze wendet sich von Liz ab und verfolgt Jim durch den Dschungel, doch Jim wird durch das Auftauchen der Polizei gerettet, die mit Rauchbomben einige der Rebellen verscheuchen kann. Nair versucht, durch den Tunnel zu kriechen, um Jim und Mat zu in die Plantage zu holen, bricht jedoch zusammen. Als Jim die Öffnung des Tunnels erreicht, ist ein Rebell vor ihm eingedrungen. Dobson erreicht mit der Polizei das Haus und deckt das andere Ende des Tunnels ab, sodass Jim hineinkriechen und den Rebellen fangen kann, der jedoch eine Granate fallen lässt. Jim muss zum Haus zu rennen und kann gerade noch entkommen, bevor der Tunnel explodiert. Tage später verabschieden sich Liz und Jim von Mike, da sie beschlossen haben, zusammen zu bleiben.

## Hintergrund
Gedreht wurde der Film im Frühling 1952 in Malaya sowie in den Pinewood Studios in Buckinghamshire.
Presseberichten vom Januar 1952 zufolge protestierten Londoner Schauspieler dagegen, dass die Besetzung der Amerikanerin Claudette Colbert den britischen Schauspielern Arbeit wegnehme.
Ralph Brinton oblag die künstlerische Leitung. Alan Withy war für die Filmbauten zuständig. Verantwortliche Toningenieure waren Graeme Hamilton, Gordon K. McCallum und Dudley Messenger. Bill Warrington und Albert Whitlock schufen die Spezialeffekte. Earl St. John war ausführender Produzent, Henry Richardson Schnittassistent.

## Veröffentlichung
Die Premiere des Films fand am 16. September 1952 in London statt. In der Bundesrepublik Deutschland kam er am 5. Dezember 1952 in die Kinos, in Österreich im Januar 1953.

## Kritiken
Die zeitgenössische Kritik fiel gemischt aus. Douglas Brass schimpfte in der australischen Tageszeitung The Courier-Mail, der Film sei die schlimmste und unehrlichste Kriegspropaganda, die jemals in Großbritannien gemacht wurde.
Die Variety urteilte in einer Vorabkritik (in den USA erschien der Film als Outpost in Malaya am 26. November 1952) gemäßigter. Der Dschungelfeldzug gegen örtliche Terroristen werde vor dem Hintergrund eines alltäglichen häuslichen Dramas dargestellt. Spätere Actionsequenzen gleichen den lahmen Anfang aus.
Bosley Crowther von der The New York Times befand, dieser vielversprechende Dokumentarspielfilm entwickele sich mit all seinem zeitgenössischen Interesse und einigen hervorragenden Hintergrundaufnahmen der tatsächlichen Szene schnell zu einem Standard-Actionfilm.
Das Lexikon des internationalen Films schrieb: „Ein allenfalls von schauspielerischem Ehrgeiz profitierender Abenteuerfilm mit exotischer Kulisse aus dem Studio, der zugleich Nervenkitzel und Melodram bieten will.“